# 鶴野史朗
鶴野 史朗（つるの しろう、1946年 - ）は、日本の実業家。株式会社アイ・アール ジャパンホールディングスの創業者。

## 人物・来歴
1964年香川県立丸亀高等学校卒業。1968年一橋大学経済学部卒業。杉田元宜ゼミ出身。ゼミの同期の北畠能房（のちに京都大学名誉教授）の影響で大学院に進学し、1970年一橋大学大学院商学研究科修士課程修了。宮川公男ゼミ出身。
大学院修了後は、宮川の紹介でボストン・コンサルティング・グループに入社した。その後、1984年に日本におけるインベスター・リレーションズ支援会社の先駆けとなったアイ・アールジャパンを設立。同社代表取締役社長兼CEOを経て、2008年名誉相談役。
日本IRプランナーズ協会理事長、一橋大学広報関係顧問、通商産業省産業構造審議会経営・知的資産小委員会委員、一柳アソシエイツ顧問、東京エグゼクティブ・サーチ顧問、日本インベスター・リレーションズ学会評議員なども歴任した。

## 著作
- 『戦略IRのすすめ』アイ・アール ジャパン 1988年
- 『実践インベスター・リレーションズ : 投資家向け広報のすべて』日本経済新聞社 1989年
- 『欧米銀行の情報開示 : わが国における今後のあり方を探る』商事法務研究会 1989年